# Bernat II de Melguer
Bernat II de Melguer (va morir entre 985 i 988) fou comte de Melguer o Melgueil (o Substantion). Se'n sap poca cosa del seu govern. Va succeir com a comte al seu pare Berenguer I de Melguer; la seva mare es deia Gavisla.
Es va casar amb Senegunda i fou el pare d'un fill de nom desconegut que al seu torn fou el pare de Bernat III de Melguer i de Pere de Melguer, a més de diverses fills; Pere I de Melguer és el suposat autor de la mort del bisbe de Magalona Ruicí. El 26 de novembre de 985 va fer donació del mas de Montpeller i la vila de Candilhargues a Guillem I de Montpeller, primer senyor.